# Phaonia dahurica
Phaonia dahurica är en tvåvingeart som beskrevs av Zinovjev 1990. Phaonia dahurica ingår i släktet Phaonia och familjen husflugor. Inga underarter finns listade i Catalogue of Life.